# 西好莱坞 (加利福尼亚州)
西好莱坞（英語：West Hollywood），通常稱為WeHo（/ˈwiːhoʊ/），是美国加利福尼亚州洛杉矶县下属的一座城市。建市于1984年11月29日，面积大约为1.89平方英里（4.9平方公里）。根据2010年美国人口普查，该市有人口34,399人。根据2002年的人口统计分析，全市总人口的41％为同性恋或双性恋。